# 坎開河
坎開河（英語：Kankai River），是流經尼泊爾與印度的跨界河流，為默哈嫩達河的支流。河名「坎開」來自梵語詞彙「KANAKA」，意為黃金。
梅吉河發源於尼泊爾的摩诃婆罗多山脉。它流經尼泊爾東南部，隨後流入印度比哈爾邦，最終在基商甘傑縣注入默哈嫩達河。
坎開河流域面積1,148平方（443平方英里）。

## 相片集錦

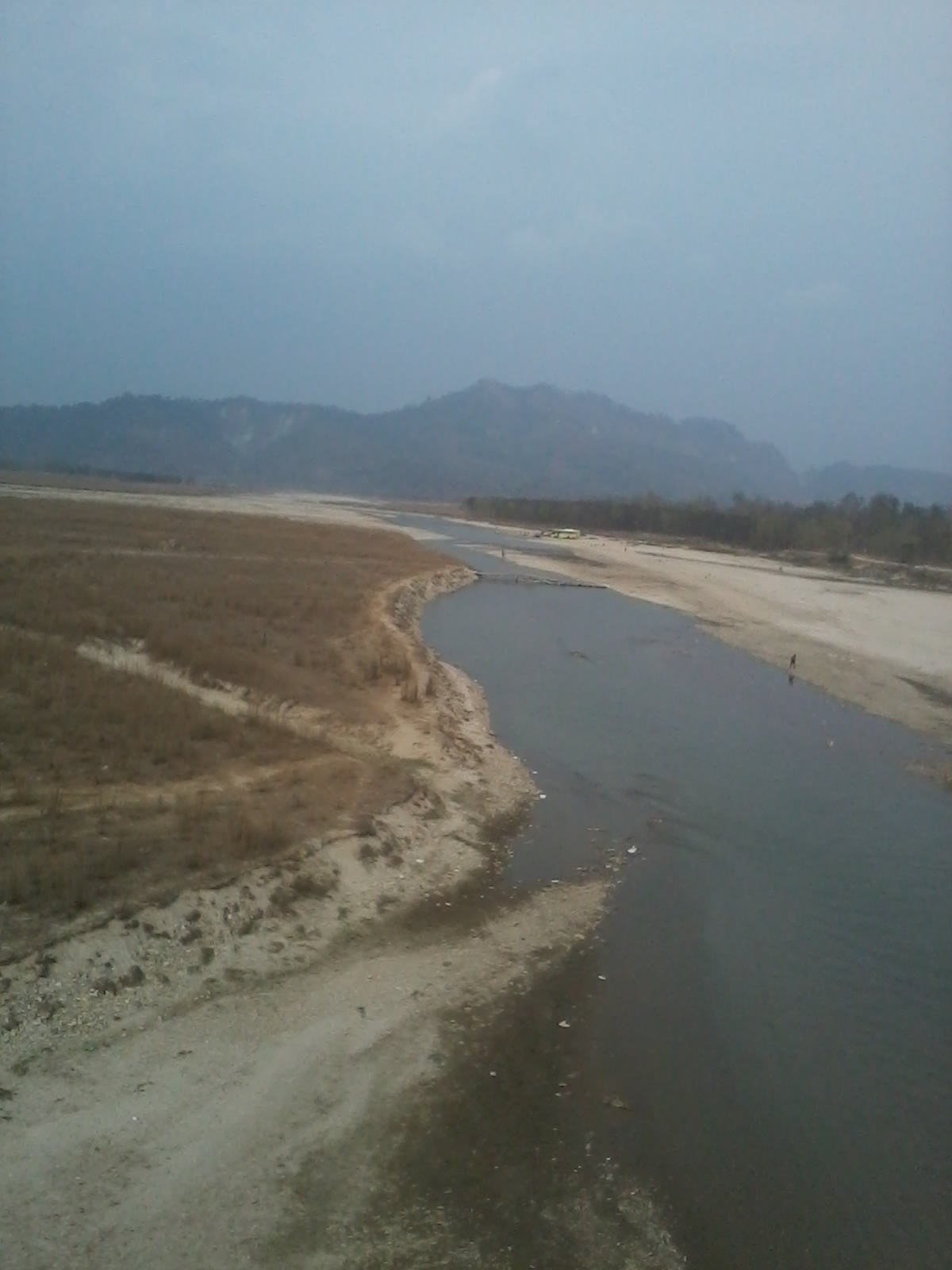
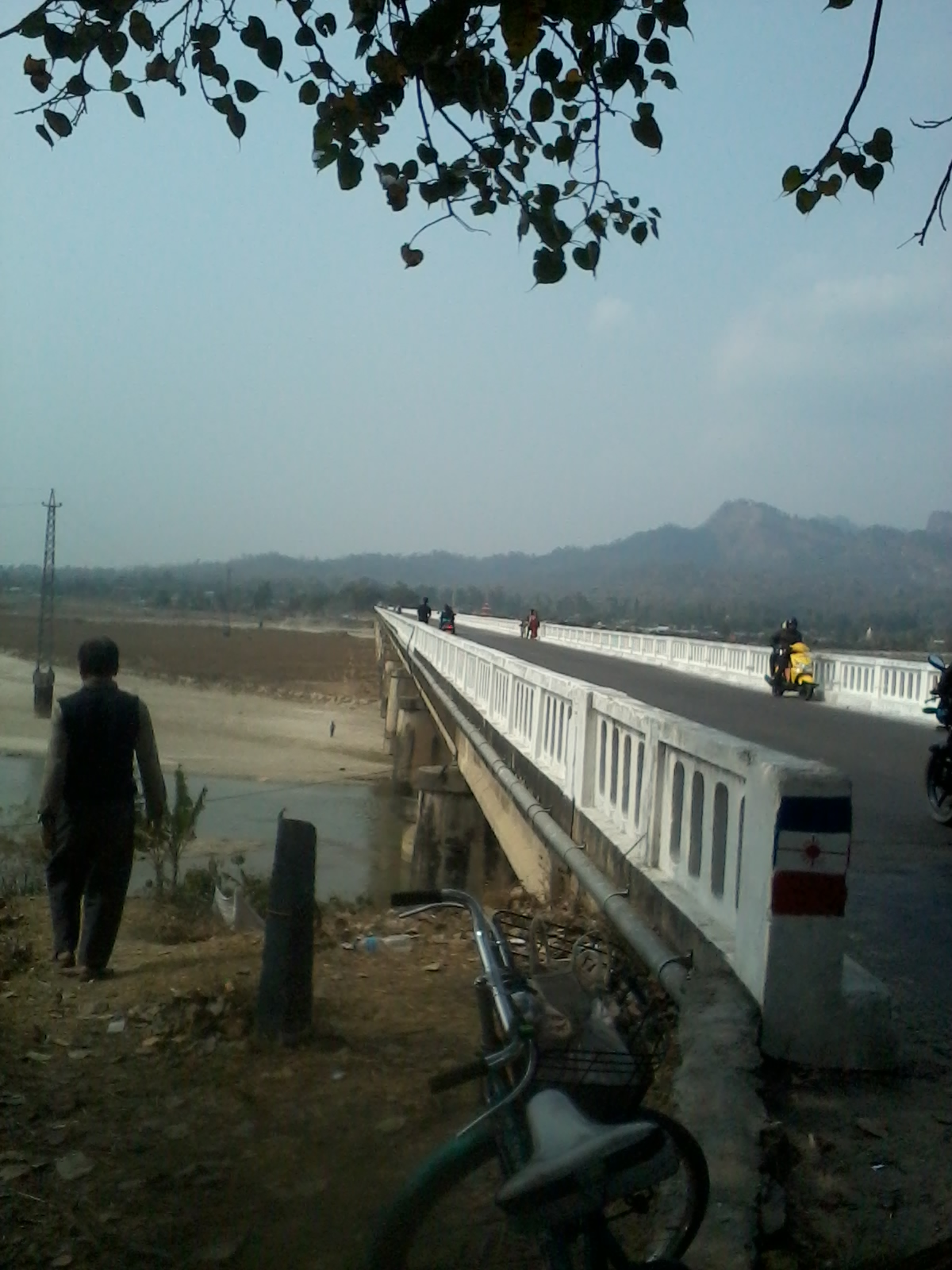
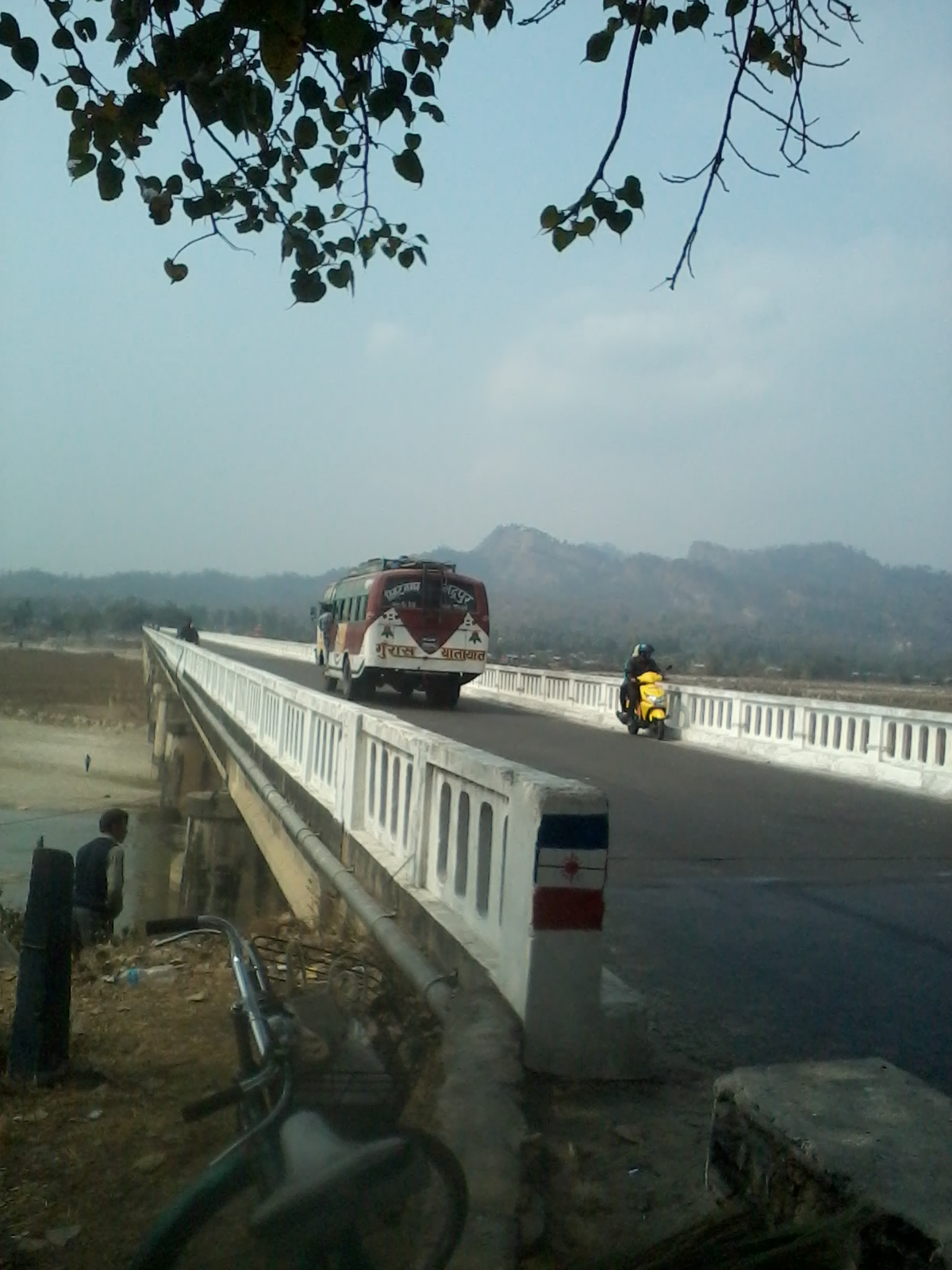
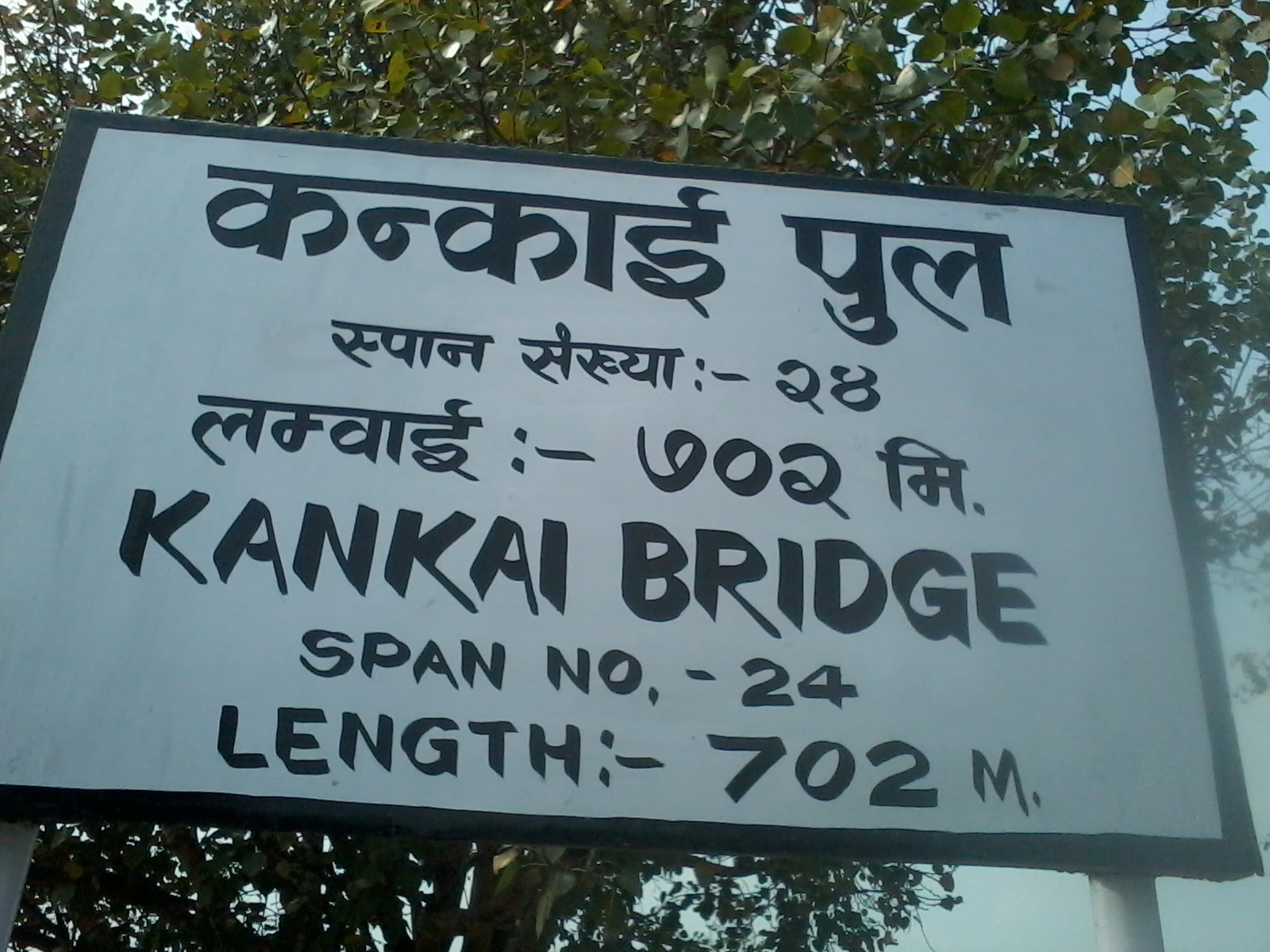